# 1537 Transylvania
1537 Transylvania (1940 QA) là một tiểu hành tinh vành đai chính được phát hiện ngày 27 tháng 8 năm 1940 bởi G. Strommer ở Budapest.
It was a lost asteroid until L. K. Kristensen ở Aarhus University rediscovered it along with 452 Hamiltonia along with numerous other small objects in 1981